# Austin Stack
Augustine Mary Moore Stack (7 décembre 1879-27 avril 1929) est un républicain et homme politique irlandais qui est ministre de l'Intérieur de 1921 à 1922. Il est Teachta Dála (TD) de 1918 à 1927.

## Jeunesse
Stack est né à Ballymullen, Tralee, comté de Kerry, fils de William Stack, clerc d'avocat, et de Nanette O'Neill,. Il fait ses études à la Christian Brothers School de Tralee. À l'âge de quatorze ans, il quitte l'école et devient commis dans un cabinet d'avocat. Footballeur gaélique doué, il dirige l'équipe de Kerry vers la victoire de toute l'Irlande en 1904. Il est également président du conseil d'administration du comté de la Kerry Gaelic Athletic Association.

## Activisme
Il entre en politique en 1908 lorsqu'il rejoint la Fraternité républicaine irlandaise. En 1916, en tant que commandant de la brigade Kerry des Volontaires irlandais, il prépare le débarquement des armes par Roger Casement. Il est informé que Casement a été arrêté le samedi de Pâques et qu'il était détenu à Tralee.
Stack est arrêté et condamné à mort pour son implication dans le soulèvement ; cependant, cela est ensuite commué en travaux forcés à vie. Il est libéré sous amnistie générale en juin 1917 et est élu député Sinn Féin pour Kerry West aux élections de Westminster de 1918, devenant ainsi membre du 1er Dáil. Il est élu sans opposition en tant que député à la Chambre des communes d'Irlande du Sud et membre du 2e Dáil pour le Sinn Féin pour Kerry-Limerick West aux élections de 1921.
Comme ministre de l'Intérieur, il assure la création et l'administration des tribunaux du Dáil. Il s'agit de tribunaux gérés en parallèle par l'IRA et en opposition au système judiciaire dirigé par le gouvernement britannique. L’IRA et le Sinn Féin réussissent à convaincre la population civile irlandaise de recourir aux tribunaux et d’accepter leurs décisions. Le succès de cette initiative donne au Sinn Féin un regain de légitimité et soutient ses objectifs de création d'un « contre-État » en Irlande lors de la guerre d'indépendance,.
Il s'oppose au traité anglo-irlandais de 1921 et prend part à la guerre civile qui suit. Il est capturé en 1923 et fait une grève de la faim pendant quarante et un jours avant d'être libéré en juillet 1924.

## Député
Il est élu au Troisième Dáil aux élections générales de 1922 et aux élections ultérieures en tant que député anti-traité du Sinn Féin pour la circonscription de Kerry. Quand Éamon de Valera fonde le Fianna Fáil en 1926, Stack reste avec le Sinn Féin réélu au Dáil aux élections générales de juin 1927. Il ne se présente pas aux élections générales de septembre 1927.

## Vie privée
En 1925, il épouse Winifred (Una) Gordon, née Cassidy (décédée en 1950) la veuve d'un inspecteur de district de la Royal Irish Constabulary, Patrick Gordon (1870-1912).
La santé de Stack ne s'est jamais rétablie après sa grève de la faim et il est décédé dans un hôpital de Dublin le 27 avril 1929, à l'âge de 49 ans.
Austin Stack Park, dans sa ville natale de Tralee, l'un des stades de la Gaelic Athletic Association, est nommé en son honneur, tout comme le club de hurling et de football gaélique Austin Stacks GAA.